# Festival international de musique de Belgrade
Le Festival international de musique de Belgrade ou BEMUS, en serbe cyrillique Београдске музичке свечаности et en serbe translittéré Beogradske muzičke svečanosti (Festivités musicales de Belgrade), est un festival de musique classique et de ballet, fondé en 1969, qui se déroule chaque année à Belgrade, la capitale de la Serbie. Il a lieu dans la première quinzaine du mois d'octobre.
Le Festival de musique de Belgrade est le plus ancien de Serbie. En 2015, il connaîtra sa 47e édition.

## Présentation
Consacré essentiellement à la musique savante, ancienne ou contemporaine, il propose des concerts, des opéras etc. Il a accueilli des formations internationales, comme l'orchestre philharmonique de Vienne ou les orchastres philharmoniques de Los Angeles, Berlin, Saint-Pétersbourg et Munich ; il a également invité l'Academy of St Martin in the Fields ou le Kronos Quartet et des artistes comme Herbert von Karajan et Zubin Mehta, Mstislav Rostropovich et Mischa Maisky, Sviatoslav Richter et Martha Argerich, Yehudi Menuhin et Maxime Venguerov. Il accueille également des spectacles de ballet ; c'est ainsi qu'en 2006, le ballet de Lausanne-Maurice Béjart s'est produit à Belgrade. Le BEMUS permet aussi de faire connaître les artistes serbes, notamment les plus jeunes.
Les représentations ont lieu au Sava Centar, dans la salle de concert de la Fondation Ilija Kolarac, ainsi que dans d'autres théâtres de la ville.